# Таємний код Прапора України (епізод «У пошуках Істини»)
«Таємний код Прапора України» — епізод української докудрами «У пошуках істини» телеканалу СТБ. Епізод розповідає про український прапор. Вперше трансляція епізоду відбулася у День незалежності 24 серпня 2009 року.

## Синопсис
Жовто-блакитний чи синьо-жовтий? Чому сучасна Україна носить прапор Австрійської провінції? Хто і коли перевернув наш прапор? Чому Україна у занепаді? На ці та інші питання дана відповідь у дуже цікавому фільмі «У пошуках Істини — таємний код Українського прапору».

## Відгуки критиків
Українські телекритики та історики дорікали творцям у малодостовірному трактуванні історичних фактів та низькому історично-науковому рівні телепрограми. Так історик Андрій Гречило назвав програму "сенсаційною імітацією таємничості" та дорікнув творцям у вигадуванні нових фальшивок щодо українського прапору.